# Yiğit Yavuz
Yiğit Yavuz (* 17. Juni 1996 in Altındağ, Izmir) ist ein türkischer Fußballspieler.

## Karriere
Yavuz begann mit dem Vereinsfußball 2008 in der Jugendabteilung von Karşıyaka SK. Vor den letzten Spieltagen der Saison 2014/15 erhielt er bei diesem Klub einen Profivertrag und spielte in den letzten zwei Spieltagen für seine Mannschaft. Parallel zu seinen Einsätzen für die 1. Mannschaft, spielte Yavuz auch weiterhin für die Reservemannschaft.